# Biskopsön

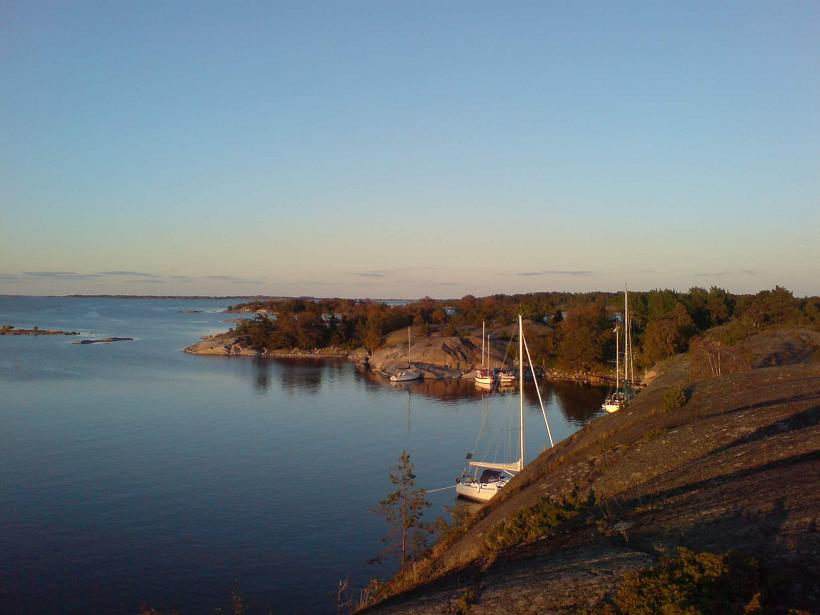
Inloppet till Koxviken på Biskopsön

För andra betydelser, se Biskopsö.
Biskopsön är en 0,76 km² stor ö med en välkänd naturhamn i den yttre södra delen av Stockholms skärgård. Biskopsön är huvudön i en liten arkipelag där bland annat Kastön och Svärtskär samt det gamla fiskehemmanet Byttan och Finnskär ingår. Större delen av ögruppen ingår i Biskopsö naturreservat.

## Historia
Biskopsön har historiskt tillhört hemmanet på Gillinge och använts för bete och slåtter. August Strindberg som beskrivit ön säger att lokalbefolkningen menade att ön fått sitt namn av att en biskop, kanske biskop Botvid, skall ha mördats här. I början av 1900-talet köptes Biskopsön av guldsmeden Jean Jeansson som sålde den vidare till Svenska Handelsbankens grundare Carl Frisk som sedan sålde den vidare till Marcus Wallenberg. Efter hans död övergick ägandet till Scaniastiftelsen (idag Biskopsöstiftelsen) som fortfarande äger ön och förvaltar den i samarbete med Skärgårdsstiftelsen.
År 1917 uppfördes två stugor på Biskopsöns södra sida, men först 1945 fick ön sin första bofasta befolkning.

## Natur
Biskopsön har sedan 1920-talet en population av inplanterade dovhjortar. Hjortarna har med åren blivit allt mindre skygga för människor och är ett uppskattat inslag i den lokala faunan.
Koxviken på öns nordsida är mycket väl skyddad och rymlig naturhamn som brukar vara välbesökt.
Hela Biskopsöarkipelagen utom de två tomterna på Biskopsöns söda sida ingår i Biskopsö naturreservat. Även Själbergets sälskyddsområde med kobbarna Inre bådarna, Utberget och Själberget ingår i reservatet.

## Fotnoter
1. ↑  Källgård, Anders (2005). Sveriges öar. Kristianstad: Carlsson Bokförlag. sid. 299. ISBN 91-7203-465-3
2. 1 2  Sörenson, Ulf (2004). Vägvisare till Stockholms skärgård: en kulturguide från Understen till Landsort. Stockholm: Prisma. sid. 325. Libris 9409149. ISBN 91-518-4003-0